# Qiangga
Qiangga (kinesiska: Qiangga Xiang, 强嘎, 强嘎乡) är en socken i Kina. Den ligger i den autonoma regionen Tibet, i den sydvästra delen av landet, omkring 33 kilometer norr om regionhuvudstaden Lhasa. Antalet invånare är 5 318. Befolkningen består av 2 778 kvinnor och 2 540 män. Barn under 15 år utgör 25,0 %, vuxna 15-64 år 65 %, och äldre över 65 år 8,0 %.
Genomsnittlig årsnederbörd är 847 millimeter. Den regnigaste månaden är juli, med i genomsnitt 258 mm nederbörd, och den torraste är december, med 2 mm nederbörd.